# فرناندو خورخه
فرناندو خورخه (اسپانیایی: Fernando Jorge‎؛ زادهٔ ۳ دسامبر ۱۹۹۸) قایقران کانو اهل کوبا است.
وی در مسابقات کشوری و بین‌المللی در مجموع برندهٔ ۲ مدال طلا، ۵ مدال نقره، ۱ مدال برنز شده‌است.